# Mørviger Vandtårn
Mørviger Vandtårn ligger på den østlige højderyg i bydelen Fruerlund i Flensborg og er et af byens vartegn. I 1961 overtog vandtårnet vandforsyningen af den østlige del af byen. Det nye vandtårn, tegnet af arkitekten Fritz Trautwein, fik på grund af sin form hurtigt navnet "Blomstervasen". I 20 år forsynede "Blomstervasen" sammen med Marine-Vandtårnet bydelen Mørvig med vand. 1981 blev Marine-Vandtårnet nedlagt og senere solgt og ombygget til beboelse. Fra marts til september er vandtårnet i Folkeparken åben for publikum. Fra tårnets udsigtsplatform er der panoramaudsigt over byen og oplandet.